# بيدارا
بيدارا (بالإيطالية: Pedara)‏ هي بلدة تقع في مقاطعة كاتانيا في صقلية في إيطاليا .

## السكان
في سنة 1861 بلغ عدد السكان 3٬346 نسمة، وتطور العدد ليصل في سنة 2011 لـ 12٬896 نسمة.
يظهر هذا المخطط البياني تطور النمو السكاني لـ بيدارا